# Zofia Nasierowska

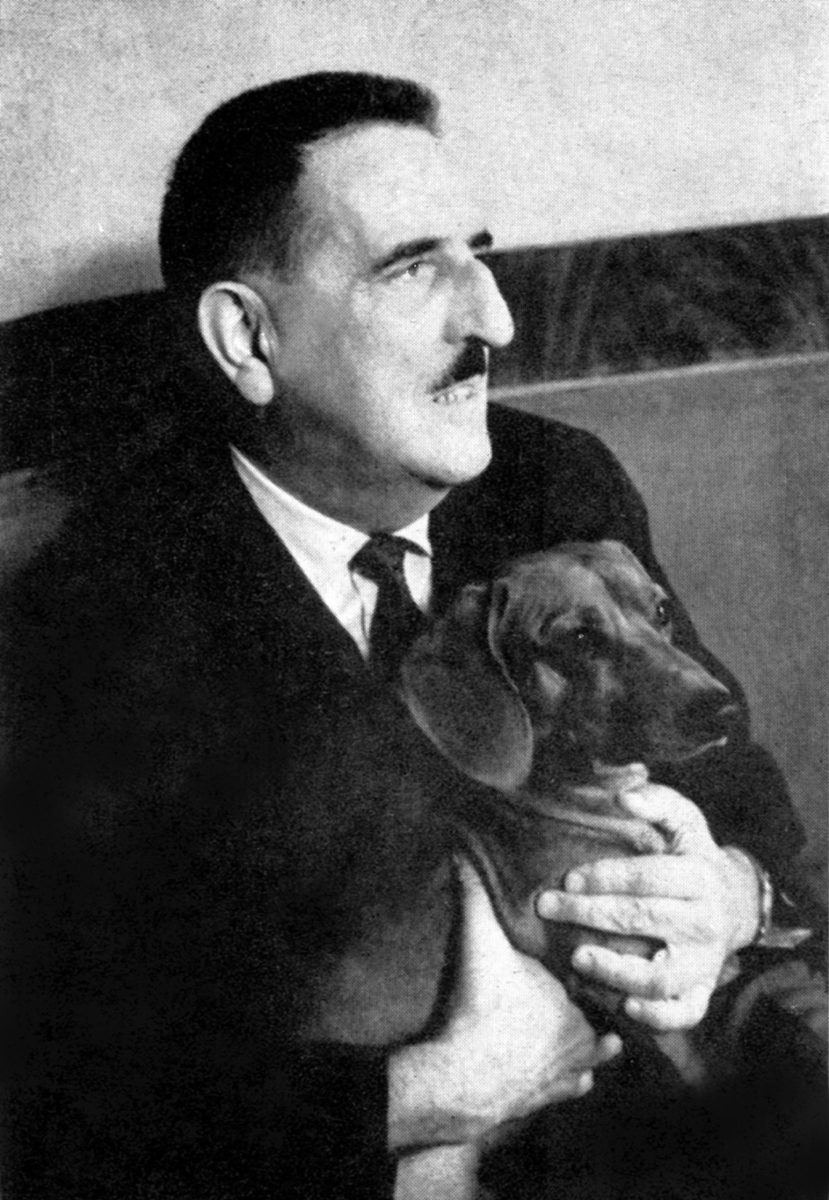
Zofia Nasierowska: Portrét Jerzyho Waldorfa, 1968

Zofia Wiesława Nasierowska-Majewska (* 24. dubna 1938 Łomianki – 3. října 2011 Varšava) byla polská umělkyně, fotografka, specializující se na portrétní fotografii a spisovatelka. Držela titul Umělkyně Mezinárodní federace fotografického umění (AFIAP). Její fotografická tvorba zahrnuje krajinu, reportáže, ale především portréty.

## Životopis
Fotografovat začala v sedmi letech a v jedenácti měla svou první výstavu. Byla žákyní svého otce, fotografa Eugeniusze Nasirowského. Později navštěvovala fototechnickou školu a absolvovala katedru kinematografie na Národní filmové, televizní a divadelní škole Leona Schillera v Lodži.
Vystavovala v Polsku i v zahraničí a získala ocenění na mezinárodních výstavách, mimo jiné v Budapešti, Karlových Varech, Glasgow, Londýně nebo ve Stockholmu.
Její fotografická tvorba zahrnuje krajinu, reportáže, ale především portréty. Byla autorkou fotografií známých osobností ze světa divadla, filmu, umění a kultury. V 60. a 70. letech 20. století vyfotografovala velké množství polských umělců a intelektuálů. Vytvořila portréty osobností jako Beata Tyszkiewicz, Krystyna Janda, Jerzy Kawalerowicz, Anna German, Roman Polański, Tadeusz Konwicki, Anna Jantar, Piotr Fronczewski, Gustaw Holoubek, Irena Jarocka, Irena Santor a Katarzyna Gärsna, Stanisław Dygat, Wojciech Pszoniak s manželkou, Krystyna Cierniak s Januszem Morgensternem nebo Krystyna Zachwatowicz s Andrzejem Wajdou a mnoho dalších. V té době byly její fotografie publikovány na desítkách obálek týdeníků: Film, Ekran, Zwierciadło, Przekrój a Ženy i Życie. Její portréty se vyznačují pečlivým nasvícením a vhodným přístupem k modelce, poněkud idealizující osobu stojící před kamerou.
Po pětatřiceti letech profesionální práce přestala fotografovat kvůli očnímu onemocnění.
Od roku 1956 byla členkou Svazu polských uměleckých fotografů (ZPAF). Byla poctěna titulem „Artiste FIAP“ uděleným Mezinárodní federací fotografického umění.
Zemřela 3. října 2011 ve Varšavě na rakovinu mozku, byla pohřbena na Alei Zasłużonych na vojenském hřbitově Powązki (sekce D31-tuje-3).
V roce 2013 byla po Zofii Nasierowské pojmenována Městská veřejná knihovna v Ełku.
V roce 2008 se v Národní galerii umění Zachęta ve Varšavě konala výstava Polské fotografky 20. století, která představila tvůrčí počiny padesáti polských dokumentaristek od 70. let 20. století, kde byly také prezentovány fotografie Nasierowské. Mezi dalšími vystavujícími byly například: Małgorzata Apathy,
Anna Beata Bohdziewicz,
Anna Brzezińska-Skarżyńska,
Anna Chojnacka,
Zofia Chomętowska,
Maria Chrząszczowa,
Maria Antonina Czaplicka,
Irena Elgas-Markiewicz,
Krystyna Gorazdowska,
Helena Hartwigová,
Joanna Helander,
Wanda Herse,
Halina Holas-Idziakowa,
Irena Jarosińska-Małek,
Irena Kummant-Skotnicka,
Krystyna Łyczywek,
Bożena Michalik,
Maria Kietlińska,
Janina Mierzecka,
Janina Mokrzycka,
Anna Musiałówna,
Fortunata Obrąpalska,
Julia Pirotte,
Danuta Rago,
Jadwiga Rubiś,
Zofia Rydet,
Jadwiga Wolska nebo
Bolesława Zdanowska.

## Soukromý život
Od roku 1960 byla manželkou režiséra Janusze Majewského . Žili ve vesnici Łaśmiady nedaleko Ełku. Měli dvě děti, Annu a Pavla. Je příbuzná s hercem Jerzym Nasierowskim.

## Publikace
- Fotografia smaku, czyli 24 obiady dla początkujących i zaawansowanych (Degustační fotografie aneb 24 večeří pro začátečníky i pokročilé), 2002, vyd. Prószyński a S-ka, ISBN 83-7337-245-8 (s Januszem Majewskim)
- Fotonostalgia. Znani i lubiani w obrazie i anegdocie (Fotonostalgie. Známý a oblíbený v obraze a anekdotě), 2003, vyd. Prószyński a S-ka, ISBN 83-7337-495-7 (s Agnieszkou Osieckou)
- Gwiazdka wielkanocna, 2003, vyd. Prószyński a S-ka, ISBN 83-7337-543-0 (s Annou Klarou Majewskou a Januszem Majewskim)
- Trzy podróże (Tři cesty), 2005, vyd. Prószyński a S-ka, ISBN 83-7469-158-1.
- Święta wielkanocne. Przepisy i obyczaje (Velikonoční předpisy a zvyklosti), 2007, vyd. Prószyński a S-ka, ISBN 978-83-7469-487-2.

## Ceny a ocenění
- Důstojnický kříž Řádu znovuzrozeného Polska „za mimořádný přínos národní kultuře“ (2003)[10]

## Galerie

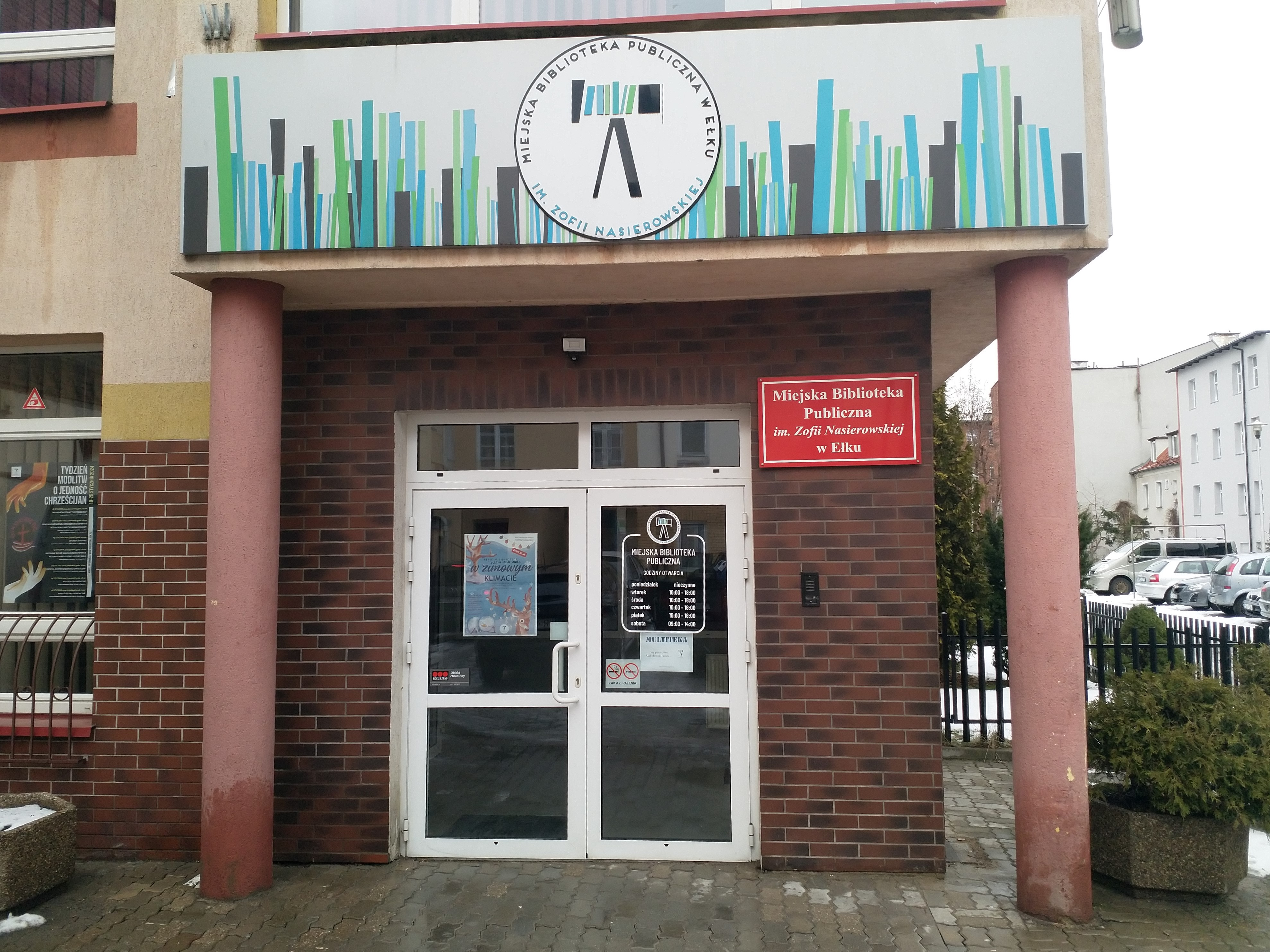
Státní veřejná knihovna v Ełku
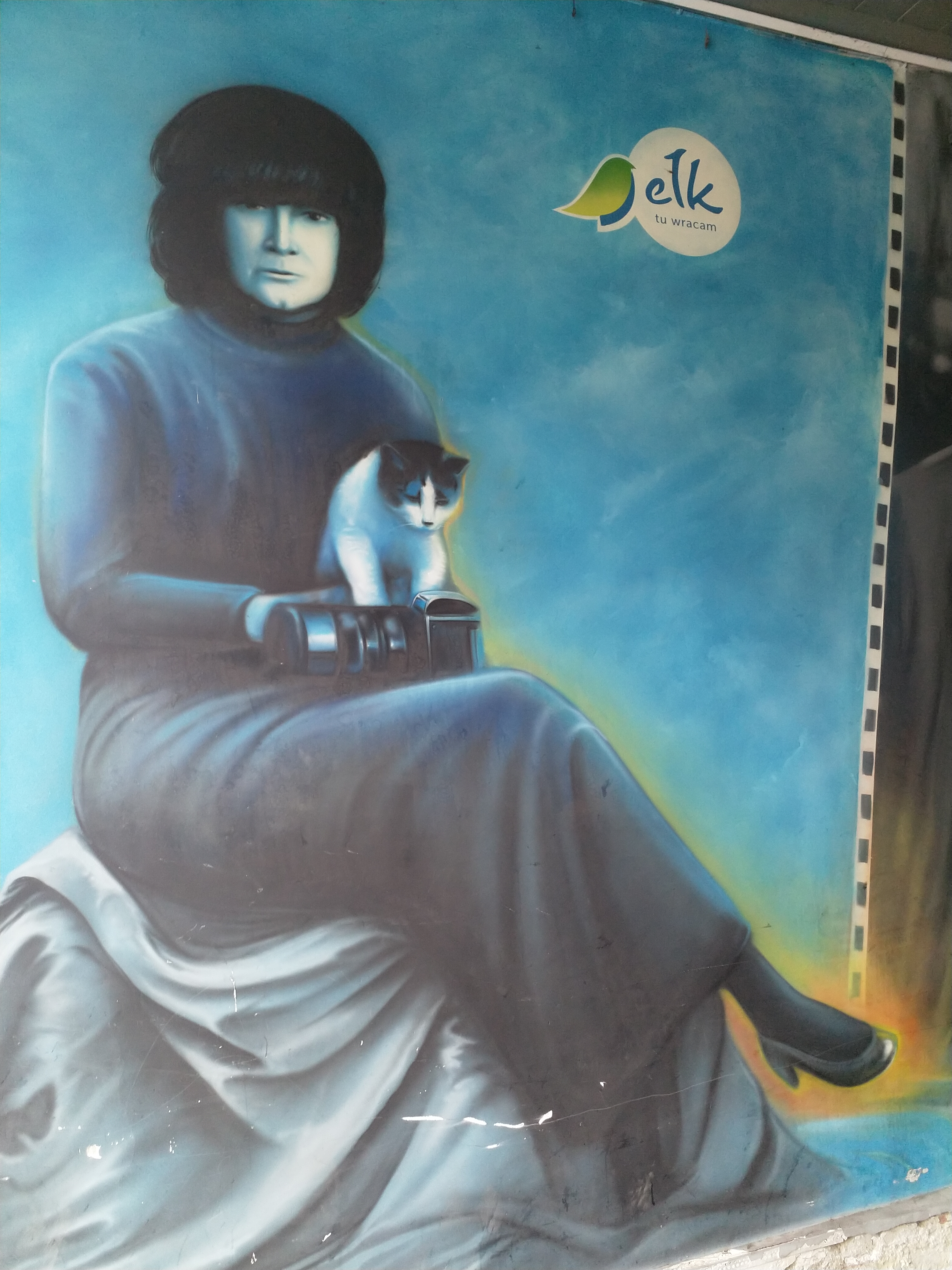
Nástěnná malba Zofie Nasierowské před vchodem do Městské knihovny v Ełku
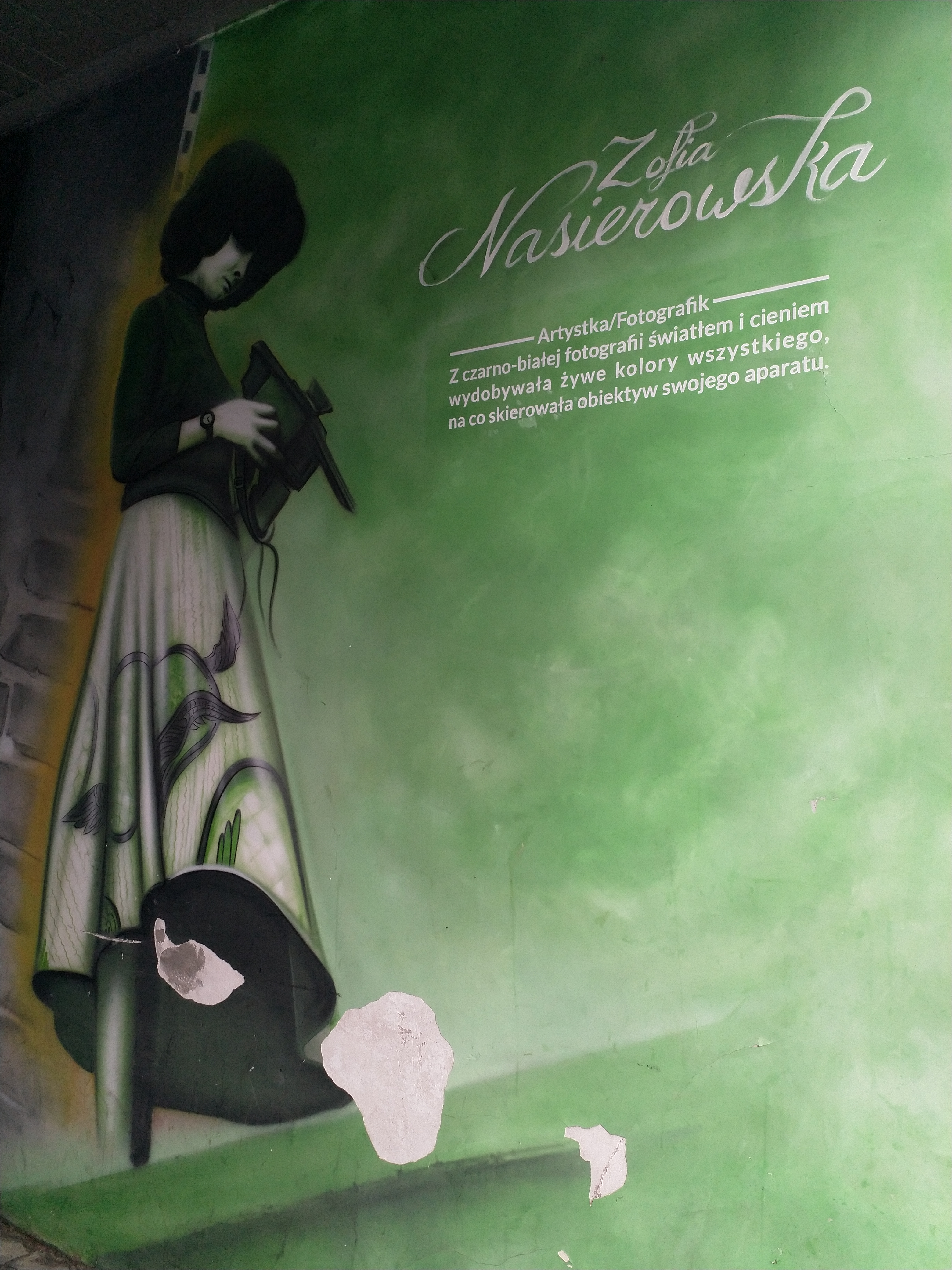
Nástěnná malba Zofie Nasierowské před vchodem do Městské knihovny v Ełku